# Дівчина (фільм, 2018)
«Дівчина» (англ. Girl) — бельгійський фільм-драма 2018 року, поставлений режисером Лукасом Донтом. Світова прем'єра стрічки відбулася 12 травня 2018 року на 71-му Каннському міжнародному кінофестивалі, де вона брала участь в конкурсній програмі «Особливий погляд». Стрічка отримала ЛГБТ-приз фестивалю «Квір-пальмову гілку», «Золоту камеру» як найкращий дебют та Приз ФІПРЕССІ. Виконавець головної ролі Віктор Полстер був відзначений журі програми «Особливий погляд» як найкращий актор .
У серпні 2018 року фільм було висунуто від Бельгії претендентом на 91-шу премію «Оскар» Американської кіноакадемії в номінації за найкращий фільм іноземною мовою.

## Сюжет
15-річна Лара народилася в тілі хлопчика, але мріє стати балериною. Здійснити мрію їй допомагає рідний батько. Кожен ранок юна танцівниця розпочинає з перев'язки інтимних місць. Пластир упивається в ніжну шкіру так, що ввечері вона палає опіком…

## У ролях
| • Віктор Полстер    | … | Лара                     |
| • Неле Гардіман     | … | балетна піаністка        |
| • Ар'є Вортальтер   | … | Матіас                   |
| • Олів'є Бодар      | … | Міло                     |
| • Тімен Говертс     | … | Льюїс                    |
| • Кателена Дамен    | … | доктор Наерт, лікар      |
| • Валентейн Даненс  | … | доктор Паскаль, психіатр |
| • Магалі Елалі      | … | Крістін                  |
| • Аліс де Брокевіль | … | Лоїс                     |
| • Ален Онорез       | … | Ален                     |
| • Крис Тіс          | … | Ханна                    |
| • Анджело Тійссенс  | … | Гендрикс                 |

## Знімальна група
- Автор сценарію — Лукас Донт, Анджело Тійссенс
- Режисер-постановник — Лукас Донт
- Продюсер — Дірк Імпенс
- Співпродюсер — Арнольд Гесленфельд, Жан-Ів Рубін, Лоретт Шиллінгс, Франс ван Гестель, Кассандре Варнаутс
- Оператор — Франк ван ден Еєден
- Композитор — Валентин Гаджадж
- Монтаж — Ален Дессоваж
- Художник з костюмів — Катрін ван Брі
- Артдиректор — Філіпп Бертін
- Підбір акторів — Себастьян Морадіеллос

## Нагороди та номінації
| Список нагород та номінацій            | Список нагород та номінацій | Список нагород та номінацій                            | Список нагород та номінацій    | Список нагород та номінацій | Список нагород та номінацій |
| Кінофестиваль/Кінопремія               | Рік                         | Категорія                                              | Номінант(и)                    | Результат                   | Дж                          |
| -------------------------------------- | --------------------------- | ------------------------------------------------------ | ------------------------------ | --------------------------- | --------------------------- |
| Каннський кінофестиваль                | 2018                        | Приз «Особливий погляд»                                | Дівчина                        | Номінація                   | [ 2 ]                       |
| Каннський кінофестиваль                | 2018                        | Приз журі «Особливий погляд» за найкращу акторську гру | Віктор Полстер                 | Перемога                    | [ 7 ]                       |
| Каннський кінофестиваль                | 2018                        | Золота камера                                          | Дівчина                        | Перемога                    | [ 6 ]                       |
| Каннський кінофестиваль                | 2018                        | Приз ФІПРЕССІ                                          | Дівчина                        | Перемога                    | [ 6 ]                       |
| 9-й Одеський міжнародний кінофестиваль | 2018                        | «Золотий Дюк»                                          | Дівчина                        | Номінація                   | [ 10 ]                      |
| 9-й Одеський міжнародний кінофестиваль | 2018                        | Найкраща акторська робота                              | Віктор Полстер                 | Перемога                    | [ 11 ]                      |
| Європейський кіноприз                  | 15.12.2018                  | Найкращий європейський фільм                           | Дівчина                        | Номінація                   | [ 12 ]                      |
| Європейський кіноприз                  | 15.12.2018                  | Найкращий актор                                        | Віктор Полстер                 | Номінація                   | [ 12 ]                      |
| Європейський кіноприз                  | 15.12.2018                  | Приз ФІПРЕССІ — Європейське відкриття року             | Дівчина                        | Перемога                    | [ 13 ]                      |
| Премія «Золотий глобус»                | 6.01.2019                   | Найкращий фільм іноземною мовою                        | Дівчина                        | Номінація                   |                             |
| Премія «Магрітт»                       | 02.02.2019                  | Найкращий актор                                        | Віктор Полстер                 | Перемога                    | [ 14 ] [ 15 ]               |
| Премія «Магрітт»                       | 02.02.2019                  | Найкращий актор другого плану                          | Ар'є Вортальтер                | Перемога                    | [ 14 ] [ 15 ]               |
| Премія «Магрітт»                       | 02.02.2019                  | Найкращий сценарій                                     | Лукас Донт та Анджело Тійссенс | Перемога                    | [ 14 ] [ 15 ]               |
| Премія «Магрітт»                       | 02.02.2019                  | Найкращий фламандський фільм                           | Дівчина                        | Перемога                    | [ 14 ] [ 15 ]               |
| Премія «Магрітт»                       | 02.02.2019                  | Найкращий оператор                                     | Франк ван ден Еєден            | Номінація                   | [ 14 ] [ 15 ]               |
| Премія «Магрітт»                       | 02.02.2019                  | Найкращі декорації                                     | Філіпп Бертен                  | Номінація                   | [ 14 ] [ 15 ]               |
| Премія «Магрітт»                       | 02.02.2019                  | Найкращий дизайн костюмів                              | Катрін ван Брі                 | Номінація                   | [ 14 ] [ 15 ]               |
| Премія «Магрітт»                       | 02.02.2019                  | Найкращий звук                                         | Янна Соендженс                 | Номінація                   | [ 14 ] [ 15 ]               |
| Премія «Магрітт»                       | 02.02.2019                  | Найкращий монтаж                                       | Ален Дессаваж                  | Номінація                   | [ 14 ] [ 15 ]               |
| Премія «Люм'єр»                        | 04.02.2019                  | Найкращий франкомовний фільм                           | Дівчина                        | Перемога                    | [ 16 ]                      |
| Премія «Кришталевий глобус»            | 5.02.2019                   | Найкращий іноземний фільм                              | Дівчина                        | Номінація                   | [ 17 ]                      |
| Премія «Сезар»                         | 22.02.2019                  | Найкращий фільм іноземною мовою                        | Дівчина                        | Номінація                   | [ 18 ]                      |